# 瑞穗信息综研
瑞穗研究与技术股份有限公司（みずほリサーチ＆テクノロジーズ株式会社），是日本瑞穗金融集团旗下的智库，系统开发公司。2021年由瑞穗综合研究所，瑞穗信息综研，瑞穗信托系统三家公司合并而成。业务主要分为经济数据研判（调查本部），咨询（咨询本部），系统开发（IT本部）三大块。
2024年9月30日，宣布将在2026年4月被瑞穗银行吸收兼并。

## 外部連結
- 瑞穗研究与技术官方網站